# Sobín
Sobín (en allemand : Sobin) est un quartier pragois situé dans l'ouest de la capitale tchèque, appartenant à l'arrondissement de Prague 17, d'une superficie de 302,0 hectares est un quartier de Prague. En 2018, la population était de 495 habitants.
La ville est devenue une partie de Prague en 1974.